# 幸福的女人
《幸福的女人》（韓語：행복한 여자）是韓國KBS電視台於2007年1月至7月期間，韓國時間逢星期六、日，晚上7時55分播放的週末連續劇，接上一檔的《傳聞中的七公主》。八大電視引進台灣譯為《誰來愛我》，中視也以此名播出。後八大戲劇台於早上八點重播時，將譯名更為《幸福的女人》播出。
此劇由因出演過SBS《老天爺啊，請給我愛！》而引起觀眾關注的尹晶喜及出演過MBC《秘密男女》的金錫勛，加上鄭糠雲、文晶熙、高斗心、張勇、金允慶、姜志燮、張美仁愛等演員演出。

## 劇情介紹
李知妍是父親李宗民在外面帶回來的私生女，她父親的正室朴媛希已有兩個女兒，大女兒知淑和二女兒知萱。知妍12歲時，父親在外又有另一個女人，終被女兒們的母親趕走。雖然，知妍不是親生的，但是，知淑和知萱的母親都當她女親女兒般看待，三姊妹感情也非常好。在這個複雜的家庭環境下長大，知妍仍努力讀書，終於成了一個首飾設計師，並且有一個愛他的丈夫崔俊鎬。
經過一年幸福的新婚生活，俊鎬在同學會再遇初戀情人趙荷英，並在酒醉下與她發生關係。從幸福的夢中醒來後，知妍傷心欲絕下要求離婚，而俊鎬因工作關係到美國逗留3年，荷英也跟隨俊浩到美國留學；另一方面，警察金太燮因捉賊而遇上知妍，但同袍卻為此殉職。過身的同袍留下了一個兩歲大的兒子，太燮不忍心將他送到孤兒院而收養了他，成了一個未婚爸爸......
3年後，大姊知淑仍未結婚，與母親好友年紀比知淑小的兒子由冤家漸漸變成情人；二姊懷了孩子，但丈夫的事業還未有成；而知妍也有一個女兒——恩芝，是知妍離婚後才發現懷有了俊鎬的孩子。此時，俊鎬亦與荷英回國。俊鎬在找知妍時，發現她有一個孩子，懷疑是他的骨肉。但當知妍告訴俊鎬，恩芝是她與其他男人所生後，俊鎬一氣之下，答應與荷英結婚......
太燮的養子也有5歲了，在搬家時，在新居附近遇上3年前認識的知妍，兩人的關係漸漸變得密切；另一方面，俊鎬從大嫂在當醫生的舊同學口中得知兩年多前由她幫知妍接生的嬰兒，其實是俊鎬的骨肉後，俊鎬打算放棄對知妍的愛的念頭又忘掉了，他想與知妍復婚，因此，三人又陷入了複雜的關係......

## 人物介紹

### 知妍家
- 尹晶喜 飾演 李知妍
- 姜富子 飾演 孫英順
- 高斗心 飾演 朴媛希
- 文晶熙 飾演 李知淑
- 金允貞 飾演 李知萱
- 金在萬 飾演 黃大吉

### 俊鎬家
- 鄭糠雲 飾演 崔俊鎬
- 朱鉉 飾演 崔賢斗
- 史美子 飾演 卞英子
- 朴誠雄 飾演 崔俊植
- 崔智娜 飾演 文善瑛

### 太燮家
- 金錫勛 飾演 金太燮
- 張　勇 飾演 李宗民
- 朴順天 飾演 太燮母
- 金大城 飾演 李志勳

### 其他人物
- 張美仁愛 飾演 趙荷英
- 金允慶 飾演 柳美羅
- 姜志燮 飾演 張秉九
- 李美英 飾演 秉九母
- 申東美 飾演 許鐘薇
- 李相燁 飾演 金耀漢

## 其他搭配歌曲
- 台灣八大戲劇台版本
  - 片頭曲：唐禹哲《絕無僅有》
  - 片尾曲：蔡依林《妥協》

## 製作人員
- 編劇：朴晶蘭（《黃色手帕》）
- 導演：金宗昌（《黃色手帕》、《愛情的條件》、《玫瑰人生》）

## 外部連結
- 韓國KBS官方網站 
- 台灣八大官方網站（繁體中文）
- 台灣中視官方網站 （繁體中文）

## 作品的變遷
| KBS 2TV 週末劇                           | KBS 2TV 週末劇                           | KBS 2TV 週末劇 |
| ---------------------------------------- | ---------------------------------------- | -------------- |
|                                          | 幸福的女人 （2007.1.6 - 2007.7.21）      |                |
| 傳聞中的七公主 （2006.4.1 - 2006.12.31） | 媳婦的全盛時代 （2007.7.28 - 2008.1.20） |                |

| 台灣 八大戲劇台 每週一至五22:00-23:00 | 台灣 八大戲劇台 每週一至五22:00-23:00 | 台灣 八大戲劇台 每週一至五22:00-23:00 |
| ------------------------------------- | ------------------------------------- | ------------------------------------- |
|                                       | 誰來愛我 （2009.1.29 - 2009.5.12）    |                                       |
| 太陽的女子 （2008.12.17 - 2009.1.28） | 伊甸園之東 （2009.05.13 - 2009.07）   |                                       |

| 台灣 中視主頻道 每週一至四23:00-00:00         | 台灣 中視主頻道 每週一至四23:00-00:00     | 台灣 中視主頻道 每週一至四23:00-00:00 |
| --------------------------------------------- | ----------------------------------------- | ------------------------------------- |
|                                               | 誰來愛我 （2010.1.4 - 2010.5.18）         |                                       |
| 光陰的故事(精華版) （2009.12.7 - 2009.12.31） | 賢內助女王(重播) （2010.5.19 - 2010.6.3） |                                       |